# Corno Grande
Corno Grande é um cume do maciço Gran Sasso, localizado na região de Abruzzo, na Itália central. Atinge 2912 m de altitude, o que o torna o ponto mais alto dos Apeninos e da Península Itálica (excluindo os Alpes). O seu circo inclui o glaciar mais a sul da Europa, o glaciar Calderone (Ghiacciaio del Calderone).

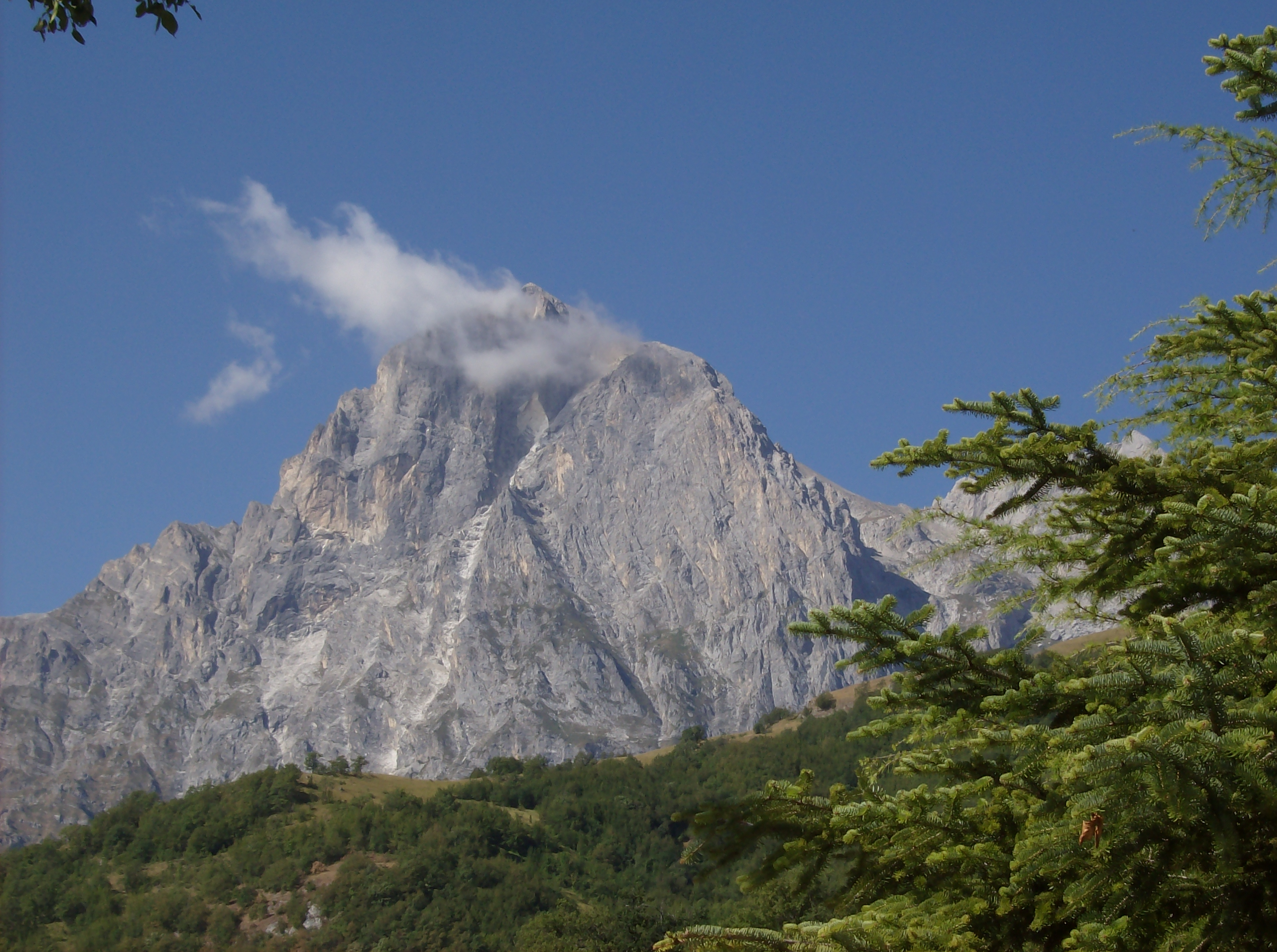
O "Corno Grande"

O primeiro registo de uma ascensão ao Corno Grande é o de 1573 pelo capitão bolonhês Francesco De Marchi e Francesco Di Domenico. A rota habitual de ascensão é pelo flanco ocidental, embora existam várias alternativas.

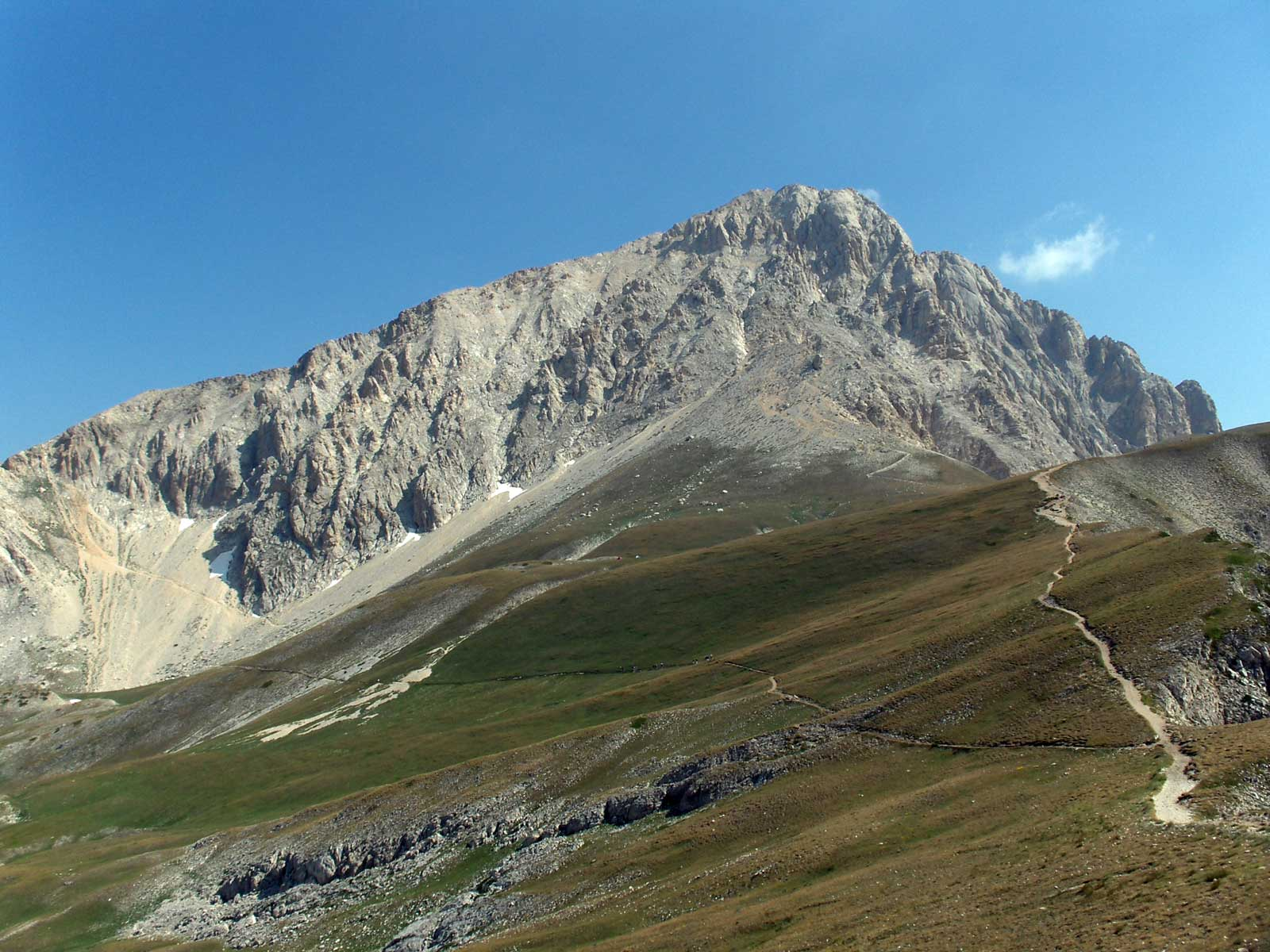
Corno Grande visto do sul, mostrando as rotas normais de acesso e a rota mais direta em ziguezague.